# Cupa Moldovei
La Coppa di Moldavia (in rumeno Cupa Moldovei) è la seconda competizione calcistica per importanza del campionato moldavo di calcio dopo la Super Liga.
Organizzata dalla Federaţia Moldovenească de Fotbal, ha carattere ufficiale dal 1992, anno dell'indipendenza della Repubblica di Moldavia dall'URSS, mentre dal 1945 al 1992 aveva carattere regionale. Dal 1945 si è sempre svolta, tranne che nel 1981.
La squadra più titolata dal 1992 è lo Sheriff Tiraspol.

## Albo d'oro
Si riporta unicamente il risultato della finale.

## Vittorie per squadra (dal 1992)
| Squadra                | Vittorie | Secondi posti | Anni vittorie                                                                |
| ---------------------- | -------- | ------------- | ---------------------------------------------------------------------------- |
| Sheriff Tiraspol       | 13       | 2             | 1999, 2001, 2002, 2006, 2008, 2009, 2010, 2015, 2017, 2019, 2022, 2023, 2025 |
| Zimbru Chișinău        | 6        | 4             | 1997, 1998, 2003, 2004, 2007, 2014                                           |
| Tiligul-Tiras Tiraspol | 3        | 2             | 1993, 1994, 1995                                                             |
| Tiraspol               | 3        | 2             | 1996, 2000, 2013                                                             |
| Milsami Orhei          | 2        | 2             | 2012, 2018                                                                   |
| Petrocub Hîncești      | 2        | -             | 2020, 2024                                                                   |
| Nistru Otaci           | 1        | 8             | 2005                                                                         |
| Bugeac Comrat          | 1        | -             | 1992                                                                         |
| Iskra-Stal             | 1        | -             | 2011                                                                         |
| Sfîntul Gheorghe       | 1        | 3             | 2021                                                                         |
| Zarea Bălți            | 1        | 3             | 2016                                                                         |